# الإمبراطور وو من ليانغ
الإمبراطور وو من ليانغ (بالصينية: 梁武帝) (464 - 12 يونيو 549)، واسمه الشخصي شياو يان، وكنيته الأدبية شودا، واسم طفولته ليان إر، هو الإمبراطور المؤسس لسلالة ليانغ الصينية خلال فترة السلالات الشمالية والجنوبية. كان عهده، حتى نهايته، من أكثر فترات حكم السلالات الجنوبية استقرارًا وازدهارًا. ينحدر من نفس عشيرة شياو من لانلينغ التي حكمت سلالة تشي الجنوبية السابقة، ولكن من فرع مختلف.
أنشأ الإمبراطور وو جامعات ووسّع نطاق امتحانات الخدمة المدنية الكونفوشيوسية، مُلزمًا أبناء النبلاء بالدراسة. كان واسع الاطلاع، يكتب الشعر، ويرعى الفنون. على الرغم من التزامه بالقيم الكونفوشيوسية في الشؤون الحكومية، لكنه اعتنق البوذية أيضًا. انجذب هو نفسه إلى العديد من التقاليد الهندية، فحظر التضحية بالحيوانات، وكان ضد الإعدام. يُقال إنه تلقى تعاليم البوذية خلال فترة حكمه، مما أكسبه لقب «إمبراطور بوديساتفا». يُنسب إليه نص بوذي شهير يُعرف باسم «توبة الإمبراطور ليانغ المرصعة بالجواهر»، والذي يُعد من النصوص البوذية المهمة والمقروءة على نطاق واسع في الصين وكوريا.
في أواخر عهده، دفع ثمنًا باهظًا لتساهله المفرط تجاه فساد عشيرته ومسؤوليه وعدم إخلاصهم للدولة، فعندما تمرد الجنرال هو جينغ، لم يهب لمساعدته سوى القليل، واستولى هو على العاصمة الإمبراطورية جيانكانغ، وأحكم قبضته على الإمبراطور وو وخليفته الإمبراطور جيان ون، مما أغرق دولة ليانغ بأكملها في حالة من الفوضى. بعد سجن الإمبراطور وو، شعر بالعطش وطلب من هو عسلًا، لكنه رفض إعطائه. بعد أن صرخ عدة مرات، قيل إن الإمبراطور مات جوعًا وعطشًا.

## خلفية
وُلِد شياو يان عام 464، في عهد الإمبراطور شياو وو من سونغ. كان والده شياو شون تشي، الذي ادعى أنه ينحدر من رئيس وزراء أسرة هان العظيمة شياو هي، ابن عم بعيد للجنرال ليو سونغ شياو داو تشنغ، وكان جزءًا من الدائرة المقربة من مستشاري شياو داو تشنغ في استيلاء شياو داو تشنغ في النهاية على عرش ليو سونغ وتأسيس جنوب تشي (كإمبراطورها قاو) في عام 479. لمساهمات شياو شون تشي، جعله شياو داو تشنغ ماركيز لين شيانغ وجعله جنرالًا. كان شياو يان هو الابن الثالث لشياو شون تشي، وكانت والدته زوجة شياو شون تشي تشانغ شانغرو، التي كانت أيضًا والدة إخوته الأكبر شياو يي وشياو فو وشقيقه الأصغر شياو تشانغ وشقيقته الصغرى شياو لينغ يي. توفيت السيدة تشانغ عام 471، قبل أن يصبح شياو شون تشي ماركيزًا خلال جنوب تشي.
كان لشياو يان ستة إخوة آخرين من محظيات شياو شون تشي. أحدهم، شياو شيو (475-518)، يُذكر الآن بشكل رئيسي بفضل مجموعته الجنائزية المحفوظة جيدًا نسبيًا بالقرب من نانجينغ.
نحو عام 481 أو 482، تزوج شياو يان من تشي هوي، ابنة مسؤول ليو سونغ تشي يي والأميرة شونيانغ. أنجبا ثلاث بنات: شياو يوياو، وشياو يوان، وشياو يو هوان، لكنهما لم يُنجبا أبناء.

## المسيرة المهنية لشياو يان باعتباره مسؤولًا وجنرالًا في عهد سلالة تشي الجنوبية
يعتبر شياو يان ذكيًا ووسيمًا في شبابه، وبدأ مسيرته المهنية كمسؤول في تشي الجنوبية بخدمته مساعدًا عسكريًا لابن الإمبراطور وو، شياو زيلون، أمير بالينغ، ثم خدم لاحقًا في طاقم رئيس الوزراء وانغ جيان. وقيل إن وانغ أُعجب بمواهب شياو يان ومظهره، وقال ذات مرة: «السيد شياو سيكون في منصب (شيجونغ) (أحد أعلى المناصب في البلاط) قبل أن يبلغ الثلاثين، وبعد الثلاثين سيكون مجده لا يُعد ولا يُحصى». ارتبط شياو يان بخليفة وانغ في رئاسة الوزراء، نجل الإمبراطور وو، شياو زي ليانغ، أمير جينغلينغ، وأصبح واحدًا من ثمانية مسؤولين شباب موهوبين في الفنون الأدبية، صداقتهم كانت خاصة بشياو زي ليانغ -إلى جانب فان يون، وشياو تشن، ورين فانغ، ووانغ رونغ، وشي تياو، وشين يو، ولو تشوي. بعد وفاة والده شياو شونزي عام 490، ترك الخدمة الحكومية مؤقتًا، لكنه عاد لاحقًا، وبحلول عام 493 خدم في طاقم شياو تسي ليانغ، لكنه لم ينضم إلى خطة وانغ رونغ لبدء انقلاب لجعل شياو تسي ليانغ إمبراطورًا عندما مرض الإمبراطور وو عام 493، وبدلًا من ذلك، ذهب العرش إلى ولي العهد، حفيد الإمبراطور وو شياو تشاويي. دعا رئيس الوزراء شياو لوان شياو يان لاحقًا للخدمة في طاقمه، وعندما أطاح شياو لوان لاحقًا بشياو تشاويي التافه في انقلاب، عُين شياو يان جنرالًا وأُمر بالدفاع عن مدينة شويانغ المهمة (في لوآن الحديثة، آنهوي). عندما تولى شياو لوان العرش لاحقًا (باسم الإمبراطور مينغ)، عُين شياو يان بارون جيانيانغ. في عام 495، عندما غزت قوات وي الشمالية، كان شياو يان في الخطوط الأمامية يقاتل قوات وي الشمالية، وميز نفسه تحت قيادة وانغ قوانغ تشي. وفي وقت لاحق من ذلك العام، عندما اشتبه الإمبراطور مينغ في خيانة الجنرال شياو تشن وأعدمه، كان شياو يان هو الذي أرسله لاعتقال وإعدام شقيق شياو تشن، شياو دان حاكم مقاطعة سي (جنوب شرق خنان الحديثة).
في عام 497، ومع هجوم وي الشمالية مرة أخرى، كان شياو يان أحد الجنرالات الذين أرسلهم الإمبراطور مينغ لمساعدة مقاطعة يونغ المحاصرة (جنوب غرب خنان وشمال غرب هوبي حاليًا). على الرغم من هزيمته هو وقائده، كوي هوي جينغ، لاحقًا على يد قوات وي الشمالية في معركة، لكنه في عام 498 أصبح شياو يان حاكمًا لمقاطعة يونغ ومدافعًا عن عاصمة مقاطعة يونغ، مدينة شيانغيانغ المهمة (في شيانغفان الحديثة، هوبي)، واستمر في هذا المنصب بعد وفاة الإمبراطور مينغ وخلافة ابنه شياو باوون. في شيانغيانغ توفيت زوجة شياو يان، تشي هوي، عام 499. لم يتزوج شياو يان زوجة أخرى لبقية حياته، على الرغم من أنه كان لديه عدد من المحظيات.

## الحرب الأهلية ضد شياو باوون
عندما أصبح شياو باوون إمبراطورًا لجنوب تشي في عام 498 في سن 15 عامًا، كُبحت سلطته في البداية من قبل العديد من المسؤولين رفيعي المستوى الذين تركهم والده الإمبراطور مينغ في السلطة - بما في ذلك أبناء عم الإمبراطور مينغ جيانغ شي وجيانغ سي، وعم شياو باوون ليو شوان، وابن عم شياو باوون شياو ياو غوانغ أمير شيآن، والمسؤول الكبير شو شياو سي، والجنرال شياو تانزي. تعامل المسؤولون الستة كل منهم مع الأمور المهمة للدولة وفقًا لإرادته ولم يحترموا الإمبراطور الشاب كثيرًا، ما أثار غضبه. سمع شياو يان أن الإمبراطور الشاب كان معروفًا بالعنف والتهور، واستعد سرًا للحرب الأهلية في نهاية المطاف في منصبه في مقاطعة يونغ، لكنه لم يتمكن من إقناع شقيقه الأكبر شياو يي، الذي كان آنذاك الحاكم بالنيابة لمقاطعة ينغ (هوبي الشرقية الحديثة)، بفعل الشيء نفسه.
في عام 499، تلقى شياو باوون تقريرًا يفيد بأن مسؤولين رفيعي المستوى خططوا لعزله عن العرش بسبب سلوكه غير العقلاني، فبادر بالتحرك وأعدم جيانغ شي وجيانغ سي. أما شياو ياو غوانغ، الذي كان يطمح إلى أن يصبح إمبراطورًا ويخشى أن يكون الهدف التالي، فبدأ انقلابًا فاشلًا وسرعان ما هُزم وقُتل. ومع ذلك، على الر غم من مساهمة شياو تانزي، وشو شياو سي، وليو شوان، والجنرالين شين وينجي وكاو هو في هزيمة شياو ياو غوانغ، سرعان ما قتلهم جميعًا للاشتباه في تخطيطهم لانقلابات، مما أدى إلى انتشار الرعب بين مسؤولي الحكومة المركزية. أدى هذا إلى تمرد الجنرال الكبير تشين شياندا (من منصبه في مقاطعة جيانغ (جيانغشي وفوجيان الحديثة)، والذي هُزم سريعًا أيضًا، مما أثار شعور شياو باوون بالحصانة بدافع الخوف من القمع الدموي، قام الجنرال بيي شو يي، الذي كان حاكمًا لمقاطعة يو وسيطر على مدينة شويانغ (في وسط آنهوي حاليًا)، بتسليم المدينة إلى قوات وي الشمالية في عام 500، على الرغم من نصيحة شياو يان له بعدم فعل ذلك.